# Ікс-Копи (Цілком таємно)
Ікс-Копи (X-Cops) — 12-й епізод сьомого сезону серіалу «Цілком таємно». Епізод не належить до «міфології серіалу» — це монстр тижня. Прем'єра в мережі «Фокс» відбулася 20 лютого 2000 року.
У США серія отримала рейтинг Нільсена, рівний 9.7, це означає, що в день виходу її подивилися 16.56 мільйона глядачів.

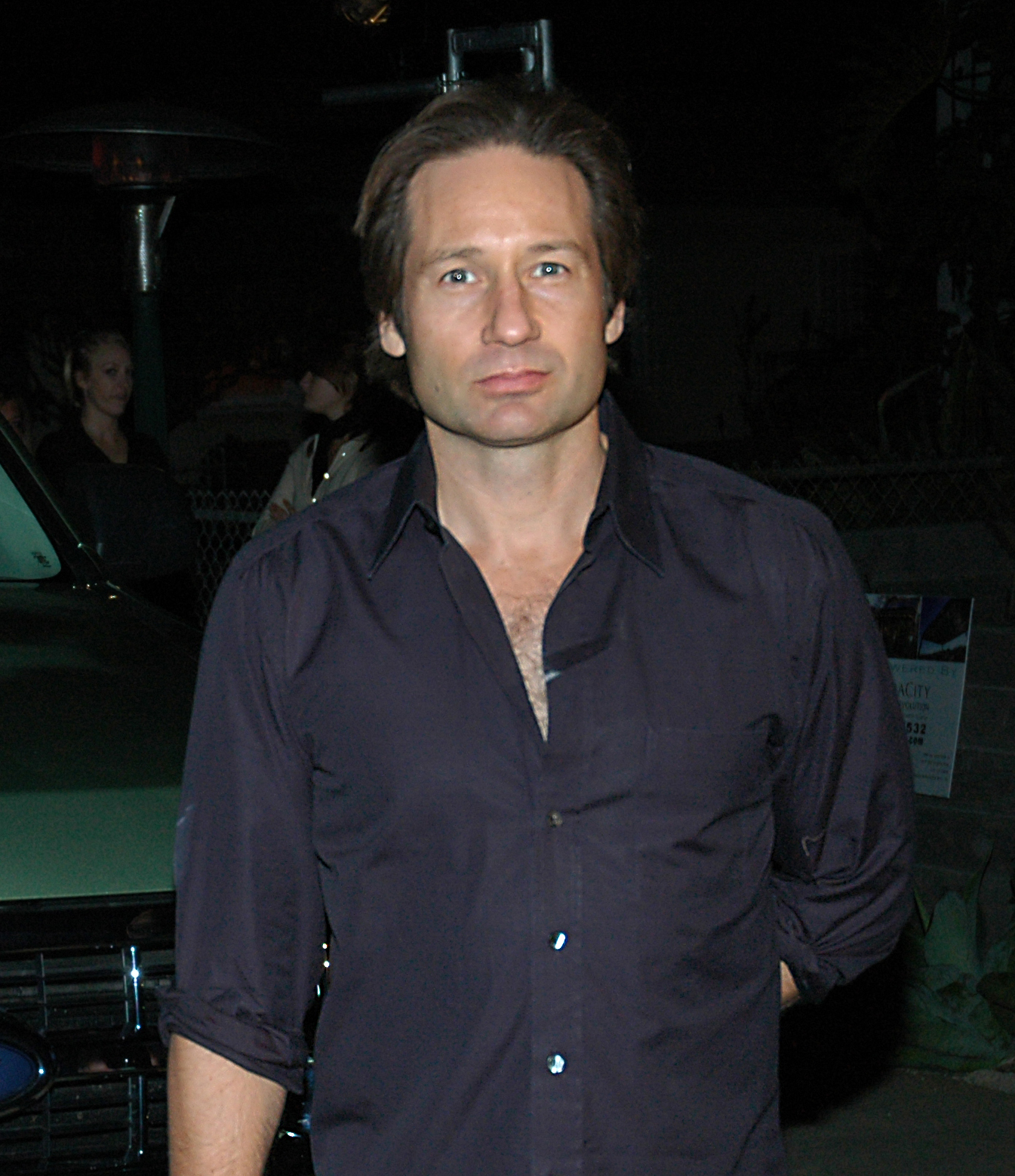

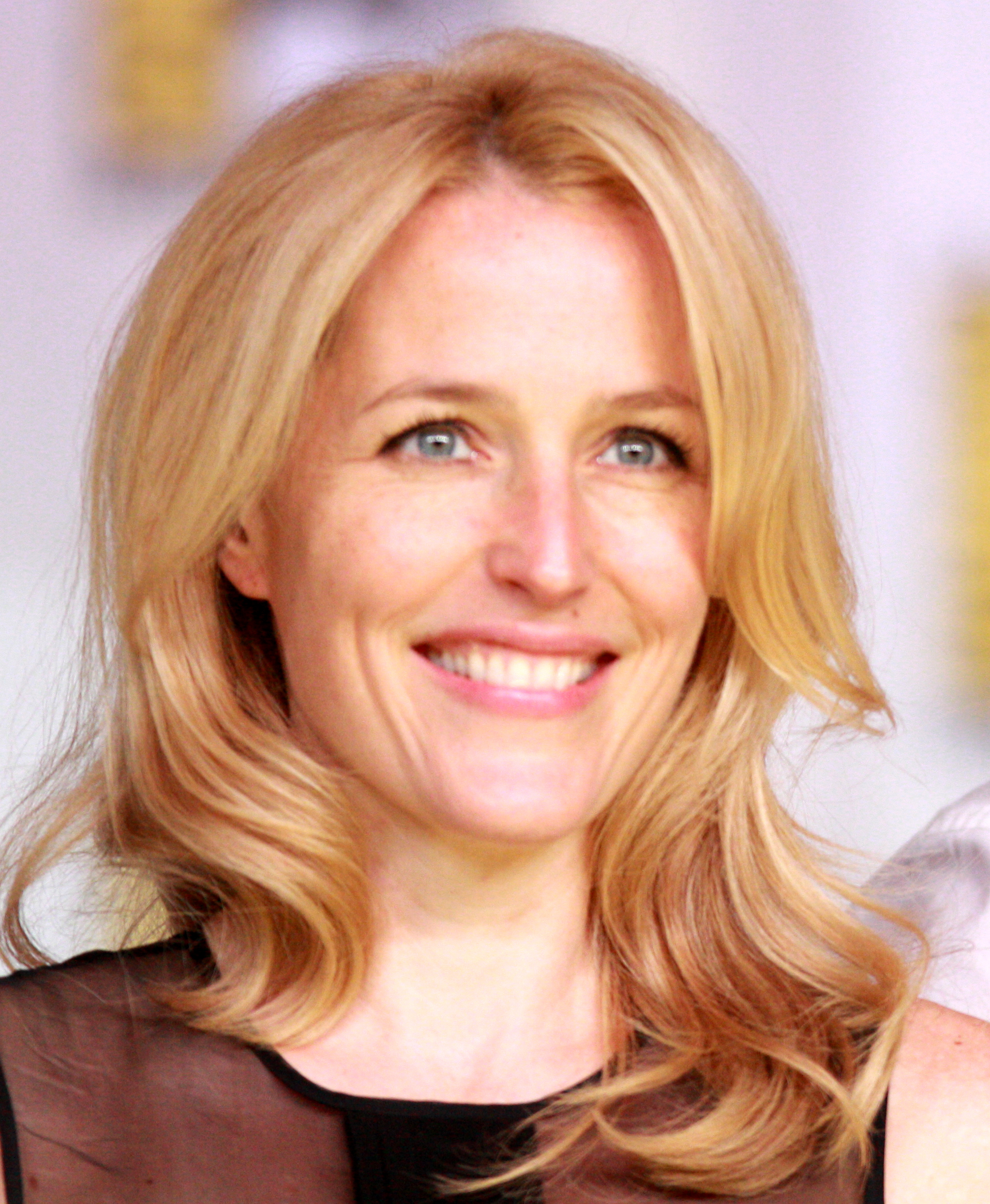

В ході розслідування дивних вбивств в Віллоу-парк Малдер і Скаллі зустрічаються зі знімальною групою реаліті-шоу «Копи». Малдер, який вважав, що вони полюють за перевертнем, з'ясовує, що монстр живиться страхом смерті. Йому подобається присутність знімальної групи, але Скаллі перед об'єктивом відчуває себе некомфортно.

## Зміст
Це спеціальний випуск «Секретних матеріалів». Неврівноваженим дивитись не радимо.
Епізод починається зі стандартного початку телевізійного серіалу «Копи (телесеріал)» та пісні «Bad Boys». Кіт Ветцль, заступник з департамента шерифа округу Лос-Анджелес, супроводжує знімальну групу «Копів» у Віллоу-Парку, вигаданому районі з високими рівнем злочинності в Лос-Анджелесі. Ветцль відвідує будинок місіс Герерро, яка повідомила про чудовисько в околицях — на її вхідних дверях глибокі сліди від кігтів. Ветцль, розраховуючи знайти собаку, слідує за істотою за рогом, але біжить назад з криком, щоб знімальна група утікала в машину. Вони повертаються до поліцейської машини Ветцля, але перед тим, як врятуватися втечею, її перекидає невидима особа.
Коли на місце прибуває допоміжна група, поранений Ветцль не хоче казати чогось і стверджує, що на них напали бандити. Незабаром поліція виявляє та оточує Фокса Малдера і Дейну Скаллі, вважаючи їх злочинцями, перш ніж зрозуміти, вони є агентами ФБР. Малдер і Скаллі стверджують, що вони здійснюють розслідування імовірного перевертня, який вбив людину в цьому районі під час останнього повного місяця. І цей перевертень встиг покусати помічника шерифа. За словами Малдера, особа, яку вони відстежують, виходить лише вночі. Скаллі дратує постійна присутність знімальної групи, але Малдер захоплений перспективою паранормальних доказів, які будуть представлені загальнонаціональній телевізійній аудиторії.
Агенти та поліція беруть інтерв'ю у місіс Герреро, яка описує монстра. На подив Малдера, місіс Герреро описує не перевертня, а лиходія з фільму жахів Фредді Крюгера. Поліційний художник Рікі висловлює страх залишитися наодинці в небезпечному районі, і його незабаром знаходять із серйозними порізами на грудях. Малдер і Скаллі знаходять на місці події криваво-червоний ніготь. Група також зустрічається зі Стівом та Едді, які були свідкамм інциденту, але не бачили нападника Рікі, кажучи, що, схоже, на нього нічого не нападало. Скаллі показує обидвом ніготь, який вони ідентифікують як приналежність повії Шантари Гомес.
Коли агенти вистежують Шантару, чиє обличчя запіксельоване, вона стверджує, що її сутенер напав на Рікі і боїться, що він вб'є повію. Вона благає агентів про захист від Чуко. Малдер і Скаллі доручають Ветцлю охороняти Шантару, поки вони допомагають поліції в нальоті на кокаїновий притон. Чуко там виявляють мертвим. Біля наркопритону починається стрілянина і поліцейські з агентами й телевізійниками кидаються туди. Виявляється — Ветцль стикається з цією істотою, і не роздумуючи стріляє в неї. У поліцейській машині агенти знаходять Шантару зі зламаною шиєю. Коли Малдер ставить під сумнів слова Ветцля, він зізнається, що йому здавалося — він бачив «людину-осу», монстра, про якого розповів йому старший брат, коли він був ще малим. Хоча інші поліцейські висловлюють скептицизм, Малдер знаходить сплющені кулі; що вказує на те, що вони фізично на щось вплинули. Хоча сліду від того, що вони вразили, не знайдено. Малдер висловлює теорію про те, що сутність змінює свою форму відповідно до найстрашніших страхів своїх жертв. Ветцль, Рікі та Шантара висловлювали страх незадовго до того, як вони зіткнулися з сутністю; це було видно для них, але не для інших. Дейна вважає, що Стів та Едді можуть бути наступною мішенню сутності, оскільки вони були поблизу нападу на Рікі. Агенти прямують до їх будинку, лише знайшовши пару посеред сварки. Після того, як Едді висловлює страх розлуки зі Стівом, пара мириться. Виходячи з цієї ситуації, Малдер пропонує теорію, що сутність ігнорувала Стіва та Едді, оскільки вони не виявляли смертельного страху.
Малдер вважає, що суб'єкт подорожує від жертви до жертви, як зараза. За його проханням Скаллі робить розтин тіла Шантари в морзі. Під час процедури розмова між Скаллі та помічницею коронера викликає у останньої паніку щодо спалаху хантавірусу. Суб'єкт раптово вбиває її хворобою.
Коли Малдер обговорює смерть із Скаллі, він усвідомлює, що Ветцль знову під загрозою. Агенти та поліція повертаються до будинку, де суб'єкт захопив пораненого Ветцля у верхній кімнаті. Агенти не можуть увійти до кімнати, поки не настане світанок, але в шафі знаходять переляканих працівників кінозйомок. Із першими променями сонця істота зникає і агенти знаходять іще живого Ветцля.
Після того, як інцидент закінчується, Скаллі висловлює свої думки Малдеру про те, що знятий національною телевізійною компанією сюжет не забезпечив громадськості показу впливу паранормальних явищ, на які він сподівався. Малдер залишається з надією, зазначаючи, що все залежить від того, як відзняте змонтують.

## Зйомки
«Ікс-копи» були натхненні телевізійною програмою «Копи», яку Вінс Гілліган описує як «великий шматочок Американи» Френк Спотніц погодився, хоча йому було більше незручно з ідеєю Гіллігана використовувати відеокасету замість кіноплівки. Виробнича група серіалу віддавала перевагу використовувати кіноплівку для створення «ефективних страхів», і Спотніц переживав, що зйомка виключно на відеокасету буде надто складною — оскільки колектив серіалу не зможе вирізати та відредагувати кінцевий продукт. Під час зйомок сьомого сезону Картер поступився. Багато критиків та шанувальників помилково вважали, що сьомий сезон «Цілком таємно» стане останнім в серіалі. Подібним чином Картер відчував, що серіал майже закінчився і, побачивши потенціал ідеї Гіллігана, він вирішив надати зелене світло цьому епізоду. Гілліган зазначив, що «чим довше ми в ефірі, тим більше шансів у нас є. Ми намагаємось підтримувати свіжість серіалу… Я думаю, (Картер) це цінує». «Ікс-копи» не була першою спробою Гіллігана написати перехресний сценарій. Майже за три роки до цього він розробив сценарій, який набув би форми епізоду «Нерозгадані таємниці», і невідомі актори мали зіграти Малдера і Скаллі, а Роберт Стек виступив би у ролі оповідача. Пізніше розробку сценарію перервано і його переписано як епізод п'ятого сезону «Погана кров»
Гілліган міркував — через те, що Малдер і Скаллі з'являться в національному телесеріалі, головного монстра епізоду неможливо показати, лише натякнувши на нього. Тому Гілліган та співробітники письменницького відділу серіалу застосували методи, які раніше використовувались у психологічному фільмі жахів «Відьма з Блер: Курсова з того світу» (1999), щоби показати якомога менше монстра, і все ж зробити епізод страшним.. Майкл Воткінс, який керував епізодом, найняв кількох справжніх заступників шерифа як статистів для епізоду. Згодом директор кастингу Рік Мілікан пояснив, що групі були потрібні «актори, які зможуть визначити правдоподібність у звичайнісінькій розмові поліцейських на роботі». Під час зйомок сцени наркобудинку, щоб розбити двері, були найняті справжні члени SWAT. Джадсон Міллс пізніше пояснив, що, оскільки операторів було небагато, і завдяки способу, яким знімали епізод, «люди просто поводились так, ніби ми справжні поліцейські. У мене були інші поліцейські, які махали руками і подавали акторам сигнали або застереження, як вони роблять між собою. Це було досить смішно».
Коли співробітники «Цілком таємно» запитали продюсера «Копів» Джона Ленглі про можливий перехід, команді «Копів» ця ідея сподобалась і вони запропонували свою повну співпрацю. Гілліган навіть відвідував зйомки епізоду. Натхненний «Копами», режисерський стиль Воткінса був унікальним для цього епізоду, і він безпосередньо знімав деякі сцени сам. Він також залучив Бертрама ван Мюнстера, оператора «Копів», для зйомки сцен, щоб надати готовому продукту справжнє «копівське» відчуття. Намагаючись досягти реалізму, інші співробітники «Копів» брали участь у постановці — Деніел Еммет і Джон Майкл Вон, два актори групи поліцейських — були представлені під час кульмінаційних хвилин епізоду. Під час репетицій Воткінс тримав камери подалі від знімального майданчика, так що, коли починалася відеозйомка, незнайомість операторів створювала «ненаписане» відчуття документального фільму. Окрім того, був залучений редактор «Копів», щоб вставити «розмиття» торгової марки на обличчях випадкових спостерігачів". «Ікс-копів» знімали у Венеції, Лос-Анджелесі та Лонг-Біч.
Епізод був одним із двох частин «Цілком таємно», що відбувались у режимі реального часу (тобто події в серії представлені з такою ж швидкістю, що їх переживає аудиторія), а другий — з шостого сезону — «Трикутник». Через особливості графіку зйомок епізод був відносно дешевим для виробництва, і процес рухався швидкими темпами. Спочатку актори боролися з новим стилем епізоду — Cinéma Vérité, і протягом перших кількох днів для відзняття сцен було потрібно кілька дублів, але ці проблеми відступали під час зйомок стрічки. Одного вечора 3.5 сторінки сценарію було знято лише за 2 години — звичайна швидкість зйомок для «Цілком таємно» складала 3-4 сторінки сценарію на день. І Воткінс, й Міллс порівняли процес зйомок із живим театром, при цьому перший зазначив: «В певному сенсі ми займалися театром: ми робили акт або половину цілого акта за одну зйомку». Андерсон назвала стиль спектаклю «веселим для зйомок», і виділила «улюблену роль Скаллі на знімальну групу» як свою улюблену роль. Вона також зазначила, що «було цікаво налаштуватися на те, щоб грати щось більш реальне, ніж ви могли б демонструвати грати для телебачення».
Хоча було зроблено зйомку, щоб створити ілюзію того, що події відбувалися в реальному часі, у цьому епізоді було використано кілька прийомів та ефектів перед камерою. Для першого пострілу «таємний поріз плівки» допоміг замінити актора Джадсона Міллса каскадером, коли монстр перекинув машину поліцейського. Зазвичай, в епізоді «Цілком таємно» потрібні редактори, щоб зробити 800—1200 склеювань плвки, але при зйомках «Ікс-корів» таких було лише 45. Під час постпродукції спочатку Гілліган не хотів, щоб логотип «X-Files» з'являвся під час епізоду. Він зазначив, що хоче, аби «Ікс-копи» відчувалися «епізодом копів, які задіяли Малдера і Скаллі». Мережа, побоюючись, що люди не зрозуміють, що «X-Cops» насправді є епізодом «Цілком таємно», наклала вето на цю ідею. Врешті-решт було досягнуто компромісу: епізод відкрився тематичною піснею «Копів» (гурт Inner Circle), але атрибути «Цілком таємно» також з'являються після початкової сцени. Крім того, комерційні бампери мали б червоні та сині кольори, що блимають через логотип «X-Files», тоді як у фоновому режимі лунає діалог, подібний до стилю «Копів»

## Показ і відгуки
«Ікс-копи» вперше вийшли у США в мережі «Fox» 20 лютого 2000 року. Серію дивилося 16,56 мільйона глядачів, згідно з рейтинговою системою Нільсена, це був другий за рейтинговістю епізод сезону, після «Шостого вимирання». Серія отримала рейтинг Нільсена 9,7 із часткою 14, що означає — 9,7 % відсотка всіх домогосподарств у США та 14 % людей, які в той час дивилися телевізор, були налаштовані на цей епізод Епізод вийшов у Великій Британії в ефірі «Sky One» 4 червня 2000 року, його переглянуло 850 000 глядачів, що стало третьою за популярністю програмою каналу за цей тиждень.
Початкова реакція критиків на епізод загалом була позитивною, хоча деякі рецензенти вважали, що серія була трюком. Ерік Мінк з «Нью-Йорк Дейлі Ньюз» описав його як «витончений та надзвичайно розумний». Зазначивши, що «Цілком таємно не зникнуть точно цього сезону», Кінні Літтлфілд з «Orange County Register» назвала «Ікс-копів» видатним епізодом сьомого сезону. Том Кессеніч у книзі «Іспити» надав епізоду переважно позитивний відгук. Він назвав серію «одним із найцікавіших епізодів сезону» та «60 хвилин чистої забави» Річ Розелл з «Digitally Obsessed» відзначив епізод 5 із 5 зірок і написав, що «деякі можуть розглядати її як трюк, але Малдер та Скаллі стануть частиною пародійних „Копів“!» (У комплекті з «Бед Бойз», вступ — це просто блискуча штука".. Однак не всі відгуки були позитивними.
Пізніші огляди оцінюють епізод як один з найкращих внесків серіалу. Роберт Ширман та Ларс Пірсон у книзі «Хочемо вірити: критичний путівник з Цілком таємно, Мілленіуму та Самотніх стрільців» оцінили епізод 4 зірками з п'яти. Вони написали, що серія була «смішною, розумною і насправді досить лякаючою». Ширман і Пірсон також позитивно написали про несправжній документальний стиль, що уподібнив серію до «Відьми Блер». Зак Гендлен з «The A.V. Club» нагородив епізод оцінкою «A–» і назвав його «дотепним, винахідливим і часами моторошним». Він стверджував, що епізод був пізньосеріальною «серією трюків», і порівняв його з останніми кількома сезонами Хауса. Хоча він міркував, що доктор Хаус покладався на трюки, щоб ствердитися, «Ікс-копи» — це «робота творчої команди, у якої, можливо, не вистачає ідей, але в баку все ще достатньо палива, щоб доставити нас туди, куди нам потрібно». Крім того, Гендлен вважав, що знімальна команда «Цілком тажмно» використовувала «Копів» в міру його здатності і що багато сцен були з почуттям гумору, переляку, або комбінації обидвох.
Від часу виходу в ефір «Ікс-копи» з'явилися в кількох списках кращих епізодів. «Montreal Gazette» назвала його восьмим найкращим епізодом «Цілком таємно», зазначивши, що «це підняло серіал на нові постмодерні висоти». Роб Брікен з «Топлес Робот» назвав його п'ятим із найсмішніших епізодів «Цілком таємно». Нарін Бахар із «НФІкс» назвала епізод одним із «кращих науково-фантастичних телевізійних постанов» і написала: "Чи бачите ви, як блискуче здійснене постмодерне злиття фактів і вигадок або безсоромне перехресне просування двох «Фоксів»? Оглядачка високо оцінила сцену з переляканою жінкою, яка сказала Малдеру, що Фредді Крюгер напав на неї, назвавши цей момент «найкращим жартом серії».

## Знімалися
- Девід Духовни — Фокс Малдер
- Джилліан Андерсон — Дейна Скаллі
- Джадсон Міллс — заступник Кіт Ветцль
- Ломбардо Бойяр — заступник Хуан Моліна
- Тара Карсіян — помічниця коронера